# Midi Libre

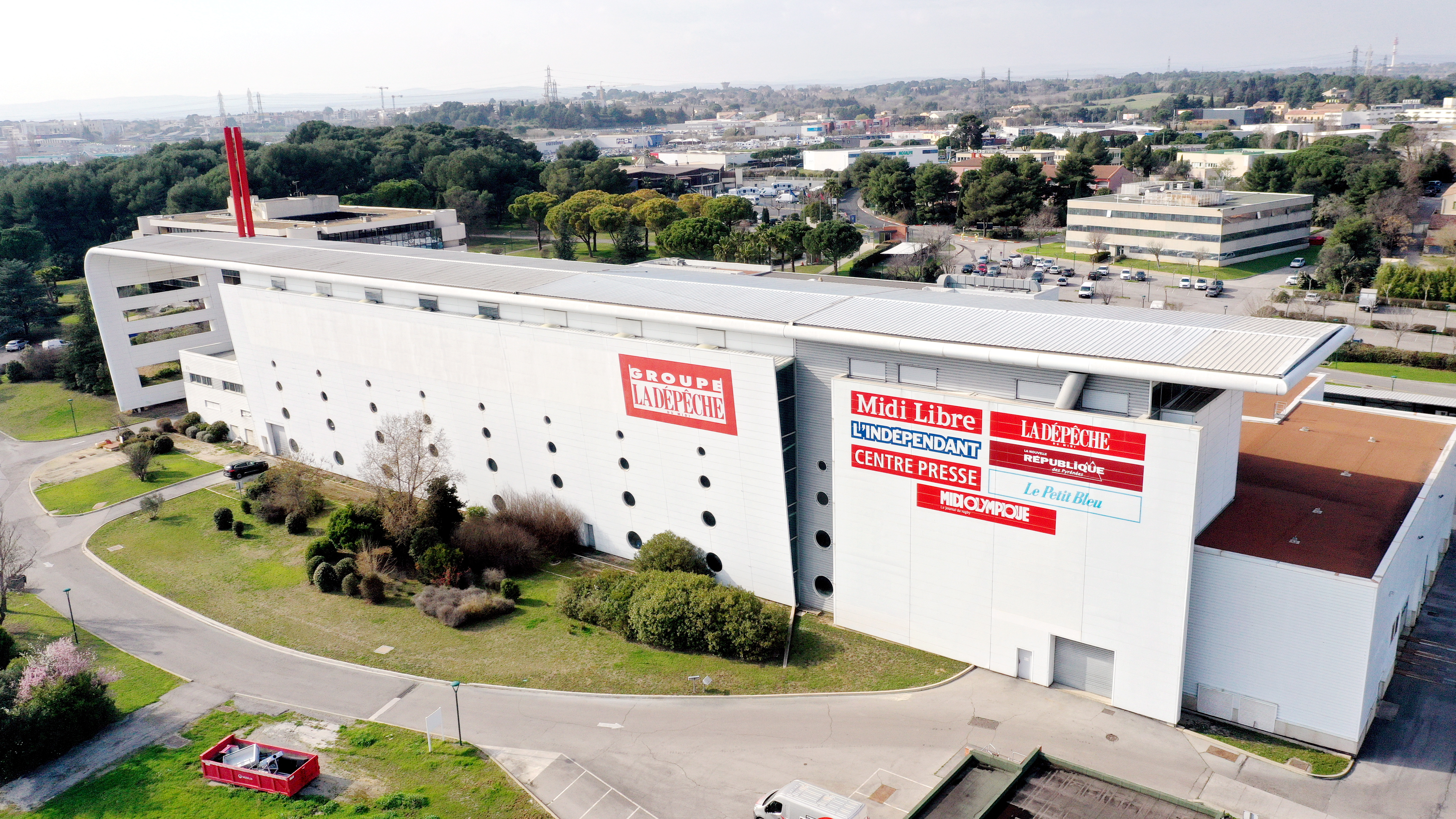
Sitz der Zeitung in Saint-Jean-de-Védas

Midi Libre ist eine französische Regionalzeitung mit Redaktionshauptsitz in Saint-Jean-de-Védas bei Montpellier. Ihr Verbreitungsgebiet liegt in der Verwaltungsregion  Okzitanien in den Départements entlang des Mittelmeeres. Die Zeitung gehört der Groupe La Dépêche in Toulouse, die wiederum der Verlagsgruppe Le Monde gehört.
Midi Libre ging aus einem „journal clandestin“, einer illegalen Zeitung der Résistance im Zweiten Weltkrieg, hervor. Die erste offizielle Ausgabe von Midi Libre erschien am 27. August 1944 anlässlich der Befreiung von der deutschen Besatzung. Der Name der Zeitung, wörtlich übersetzt „Freier Süden“, erinnert an diesen Moment.
In der ehemaligen Region Languedoc-Roussillon nahm Midi Libre im Bereich der Printpresse eine Monopolstellung ein. 
Der Grand Prix Midi Libre wurde von Midi Libre finanziert und ausgerichtet.

## Regionalausgaben
Midi Libre erscheint in 17 Regionalausgaben:
- Aude: 
  - Carcassonne
  - Narbonne
- Aveyron:
  - Millau
  - Rodez
- Gard:
  - Alès Cévennes
  - Bagnols Gard rhôdanien
  - Camargue
  - Cévennes et Vidourle
  - Nîmes et Uzèges
- Hérault:
  - Béziers
  - Grand Montpellier
  - Lodève
  - Lunel
  - Montpellier Nord Pic Saint Loup
  - Sète
- Lozère:
  - Lozère - Mende
- Pyrénées-Orientales:
  - Pyrénées-Orientales-Perpignan (hier besteht ein Konkurrenzverhältnis zur Tageszeitung L’Indépendant)